# Le orecchie della giungla
Le orecchie della giungla è un romanzo di Pierre Boulle pubblicato in lingua originale nel 1972 dalla casa editrice Flammarion. In Italia è uscito sotto la collana Oscar Mondadori.

## Trama
Il romanzo è ambientato nel periodo della guerra del Vietnam in un aeroporto statunitense in Thailandia. Un ufficiale statunitense mette a punto un nuovo sistema di rilevamento dei movimenti dei guerriglieri vietcong, costituito da rilevatori di suoni mascherati da fiori tropicali, da sistemare nella giungla vietnamita. Questi fiori permettono di guidare le incursioni aeree da parte dei cacciabombardieri statunitensi sulle fonti umane di rumore, poiché si può rilevare anche la loro posizione via radio.
Una spia vietnamita, nello specifico una bella ragazza, è presente all'interno del campo di aviazione dal quale il sistema viene gestito, ed alla fine posiziona alcuni dei rilevatori all'interno della stanza del comandante, guidando una devastante incursione sul campo stesso.